# Chrysobothris verityi
Chrysobothris verityi es una especie de escarabajo del género Chrysobothris, familia Buprestidae. Fue descrita científicamente por Nelson en 1975.